# František Valena
František Valena (2. října 1913, Dačice – 31. srpna 1960, Praha) byl český politik, katolický akademik, předseda Ústředí katolických studentů, charismatický studentský vůdce a politický vězeň komunistického režimu.

## Život

### Do roku 1939
František Valena se narodil v Dačicích jako druhé dítě truhláře Vincence Valeny a švadleny Antonie, rozené Zamazalové. Zde absolvoval obecnou školu a vyrůstal v tradičně katolickém prostředí jižní Moravy. Jako mimořádně nadaný žák byl nejdříve poslán na České arcibiskupské gymnázium v Praze. Školení později pokračoval na Státním československém gymnáziu v Brně, kde maturoval v roce 1935 a poté se zapsal na studium práv na Masarykově univerzitě. Jako student začal ihned rozvíjet společenské aktivity. Vstoupil do Československé strany lidové a zapojil se do Studentského sociálního sdružení. Zároveň se stal předsedou moravsko-slezské sekce katolických vysokoškoláků a byl zvolen prvním místopředsedou Ústředí katolických studentů (ÚKS) v rámci Katolické akce. Angažoval se také v tělovýchovné organizaci Orel, kde pravděpodobně navázal styk s MUDr. Vojtěchem Jílkem, pozdějším vedoucím orelského odboje během německé okupace. V následujících čtyřech letech rozvinul rozsáhlou aktivitu ve studentském katolickém hnutí, pořádal a organizoval semináře, letní tábory, atd. Zúčastňoval se kongresů Pax Romana (mezinárodní organizace katolických intelektuálů) v Polsku, Rakousku a v Jugoslávii. V roce 1938 byl zvolen předsedou Ústředí katolických studentů, snažil se o spojení česko-moravských a slovenských ÚKS, pracoval na sblížení Čechů a Slováků, spolupracoval s polským sdružením katolických studentů, byl organizátorem a účastníkem různých sjezdů a pracovních konferencí.

### Během války
Ihned po uzavření českých vysokých škol německou okupační správou v listopadu 1939 byl jako charismatický studentský vůdce stíhán gestapem. Nejdříve se ukrýval u přátel v Brně. Poté na vyzvání MUDr. Jílka, aby navázal spojení s dr. Šrámkem a dr. Hálou, odešel na Slovensko, kde mu přátelé zařídili slovenské dokumenty. Koncem roku se za dramatických okolností dostal do Jugoslávie, kde po domluvě se Šrámkem a Hálou prozatím zůstal v Lublani. Tam ihned navázal styky se slovinskou Pax Romana, Katolickou akcí a katolickými studentskými organizacemi a pokračoval ve studiu práv na lublaňské univerzitě. V Lublani se také seznámil se svojí budoucí manželkou Danicí Kržič. Existuje jen málo dokumentů o jeho kontaktech s československou exilovou vládou v Londýně, ale očividně měl mimo jiné za úkol zprostředkovávat kontakty pro její mezinárodní uznání, především ve Vatikánu. V březnu 1941 dostal z Londýna výzvu, aby soustředil české emigranty v Jugoslávii na cestu do Palestiny. Začátkem dubna proto odjel do Bělehradu, kde byl svědkem napadení Jugoslávie německou armádou a bombardování města. Po ztroskotalé akci se vrátil do Lublaně. Na podzim roku 1942 odjel do Říma, kde studoval dva semestry církevní právo na Lateránské univerzitě. Tam se spřátelil s ThDr. Antonínem (Aťou) Mandlem, se kterým po válce intenzivně spolupracoval.

### Po roce 1945
Po osvobození Československa se v květnu 1945 vrátil do vlasti a okamžitě se zapojil do veřejného života. Znovu se s elánem zaměřil na práci s akademickou mládeží v rámci ÚKS a Katolické akce. Zároveň nastoupil jako osobní tajemník Františka Hály, ministra pošt a vlivného politika Československé strany lidové. V roce 1946 se oženil a první dcera Danica se manželům narodila právě v den komunistického únorového puče. František Valena se stal ihned terčem komunistických represí, již 28. února 1948 byl vyhozen z práce na ministerstvu. Dočasně se mu podařilo získat zaměstnání na ředitelství pošt, než v září nastoupil na místo referenta legislativního odboru na ministerstvu zdravotnictví. V tomto čase stupňujícího se komunistického násilí se František Valena odvážně zasazoval za občanská a náboženská práva. Spolupracoval na rozhovorech církve s vládou. Spolu s Aťou Mandlem inicioval prohlášení arcibiskupa Berana z 15. června 1948 o tom, že církev nebude kolaborovat. Poskytoval svůj rodinný byt k tajným schůzkám i jako útulek lidem, kteří se museli skrývat před útěkem z vlasti, a podporoval je také finančně. Především ale pracoval, dokud to bylo možné, s akademickou mládeží a snažil se ji duchovně připravit na nastávající neklidné časy. Tehdy se také manželům Valenovým narodil syn Tomáš.
JUDr. Valena byl zatčen 30. listopadu 1950. Jeho žena byla potřetí těhotná. V březnu příštího roku se narodila druhá dcera Miriam. V soudním procesu byl postaven do čela uměle vytvořené nepřátelské skupiny katolických laiků „Valena a spol.“, kde mu původně byl navržen trest smrti. Podle svědectví přítomných patřil však k nemnoha těm, kteří se nezalekli hrozby nejtvrdšího trestu a i před soudním tribunálem se choval velmi statečně. 16. srpna 1951 byl odsouzen k dvaadvaceti letům vězení pro trestné činy velezrady a vyzvědačství a na pražském Pankráci tehdy začala jeho desetiletá anabáze po československých věznicích: Bory u Plzně, Mírov, Leopoldov, Bytíz u Příbrami, kde pracoval v uranových dolech. Právě zde propukla jeho zhoubná nemoc. V roce 1956 byl kvůli údajné protistátní činnosti ve věznici, pojmenované „Akce Řím“, přemístěn do vyšetřovací vazby na Pankrác. V rámci „Akce Řím“ byla připravovaná obžaloba také proti jeho manželce (a jiným), která byla v té době vystavena těžkým výslechům. Po čtyřech měsících vyšetřovací vazby byl přeložen do Valdic. V říjnu 1957 byl v pankrácké vězeňské nemocnici operován kvůli rakovině ledviny a následně zase vrácen do Valdic. Choroba však nabývala takových rozměrů, že 26. listopadu 1957 došlo k přerušení výkonu trestu kvůli tříměsíční léčbě ozařováním na onkologickém oddělení lékařské fakulty Univerzity Karlovy v Praze. František Valena se nadále průběžně léčil a měl přerušován výkon trestu až do června 1960. Všeobecná amnestie prezidenta republiky z toho roku se na něho nevztahovala. Zemřel 31. srpna 1960 na následky choroby v rodinném kruhu. Jen několik hodin po smrti mu byla doručena výzva k nástupu výkonu trestu, ke kterému se měl během 24 hodin hlásit ve Valdicích. Pochován je v rodných Dačicích na starém hřbitově.
16. listopadu 2014 byla na rodném domě Františka Valeny v Dačicích, Palackého náměstí 8, odhalena pamětní deska.

## Osobnost
František Valena vyrůstal a studoval ve velmi skromných poměrech. Snad také proto měl zvláštní pochopení a sympatii pro lidi postižené a potřebné, pro lidi v nouzi. Věnoval se jim s velkou empatií a obětavostí. Přestože pocházel z jednoduchých poměrů, dostalo se mu vysokoškolského vzdělání. Své poslání proto viděl v práci s mládeží, v prohlubování duchovního života dospívajících.
Tradiční religiozita jihomoravského katolicismu u něj záhy dozrála ve svobodnou, kritickou osobní víru, zodpovědnou vlastnímu svědomí. Z modlitby čerpal sílu pro apoštolské poslání ve světě.
František Valena svým posláním nebyl politik, ale člověk, který pracoval pro šíření Božího království ve světě. Byl skutečným laickým apoštolem v době, ve které se rádo spoléhalo na hierarchické církevní struktury. V těžkém čase komunistického pronásledování se snažil o církev čistou, nezkompromitovanou kolaborací s totalitním režimem.
Ve svém úsilí o spolupráci a jednotu slovanských laických organizací, zejména mezi Čechy, Slováky, Poláky a Slovinci, čerpal inspiraci z cyrilometodějské tradice.
František Valena byl charismatická osobnost, která přesvědčovala svým příkladem a jemným ale zároveň rozhodným jednáním. Jeho současníci, ne jenom přátelé, podali svědectví o jeho vzácně ušlechtilém charakteru a vlastnostech, kterými byly: přímost, vážnost, skromnost, vyrovnanost a rozvážnost, důslednost, trpělivost, vnímavost a pozornost, spravedlivost, idealismus, věrnost a obětavost.
Díky těmto vlastnostem a obětavé činnosti byl u akademické mládeže velmi oblíben, již jako dvaadvacetiletému mu říkali „otecko“. Jako oblíbený vůdce mládeže představoval nebezpečí totalitním režimům a nutně se tedy stal terčem nacistické i komunistické perzekuce. Vězení, zhoubnou nemoc a veškeré utrpení nesl vzpřímen a statečně, vědomě a bez reptání je přijímal v oddanosti do vůle Boží a jako cenu za své přesvědčení.

## Citáty
„V mých vzpomínkách bude trvale žít jako jeden z nejušlechtilejších lidí, jaké jsem na tomto světě poznal. Jeho opravdovost, nadšený idealismus, věrnost, přímost ve spojení s příkladnou skromností a jemností, byly vlastnosti, které okouzlovaly každého, kdo s ním přišel do styku.“

Dominik Pecka ThDr. h.c, 1960
„Nebyl nikdy náboženským fanatikem ani tak zvaně ‚pobožný‘, ale rozumně postavený křesťan, vzdělaný, klidný, duchovně vyspělý, procítěný k trpícím a unaveným lidem, se smyslem pro chudé a nemocné. A jeho rozhled státníka, který z českého národa chtěl udělat národ vzdělanců a evropsky myslící a orientovaný stát, přesahoval obzor své doby.“ 

Bohuslav Černý, 1970
„Můj dojem z tohoto prvního setkání zůstává ve mně dodnes nesmazatelně sugestivním zážitkem. Upoutala mně tehdy okamžitě jeho tvář s laskavýma, měkkýma očima, pokaždé zcela soustředěna a zaujatá látkou, o nichž se jednalo. Jeho chování, vystupování, sled myšlenek, slova, dikce řeči a formulace zásadně nebyly nikdy výbojné, ani diktující, nýbrž hluboce promyšlené, klidné, naplněné dlouholetou osobní zkušeností a s objektivním poznáním. Jeho myšlení vždy vyúsťovalo v jasně přesvědčivou argumentaci. Z celé jeho osobnosti vyzařovala jakoby ryzost charakteru a zejména duchovní hloubka a síla srdce a duše.“

MUDr. Miloš Jedlička, Vzpomínka na první a další setkání v Ústředí katolického studentstva po válce.
„Poznal jsem, že byl velmi oblíbený, říkali mu „otecko", ale také, že je člověk, kterému jde o věc a ne o osobní kariéru a prestiž, a že je opravdovým laickým apoštolem tělem i duší.“

JUDr. Stanislav Hofírek, 1968